# Николсон (Мисисипи)
Николсон (енгл. Nicholson) насељено је место без административног статуса у америчкој савезној држави Мисисипи.

## Демографија
По попису из 2010. године број становника је 3.092.
| Група             | 2000.    | 2010.         |
| Белци             | 0 (0,0%) | 2.482 (80,3%) |
| Афроамериканци    | 0 (0,0%) | 309 (10,0%)   |
| Азијати           | 0 (0,0%) | 18 (0,6%)     |
| Хиспаноамериканци | 0 (0,0%) | 188 (6,1%)    |
| Укупно            | 0        | 3.092         |